# Rancho Alegre, Santa María Jacatepec
Rancho Alegre är en ort i Mexiko.   Den ligger i kommunen Santa María Jacatepec och delstaten Oaxaca, i den sydöstra delen av landet, 400 km sydost om huvudstaden Mexico City. Rancho Alegre ligger 54 meter över havet och antalet invånare är 252.
Terrängen runt Rancho Alegre är huvudsakligen kuperad, men söderut är den bergig. Rancho Alegre ligger nere i en dal. Runt Rancho Alegre är det ganska glesbefolkat, med 29 invånare per kvadratkilometer. Närmaste större samhälle är San Juan Bautista Valle Nacional, 15,4 km sydväst om Rancho Alegre. I omgivningarna runt Rancho Alegre växer i huvudsak städsegrön lövskog.